# Fort Dearborn

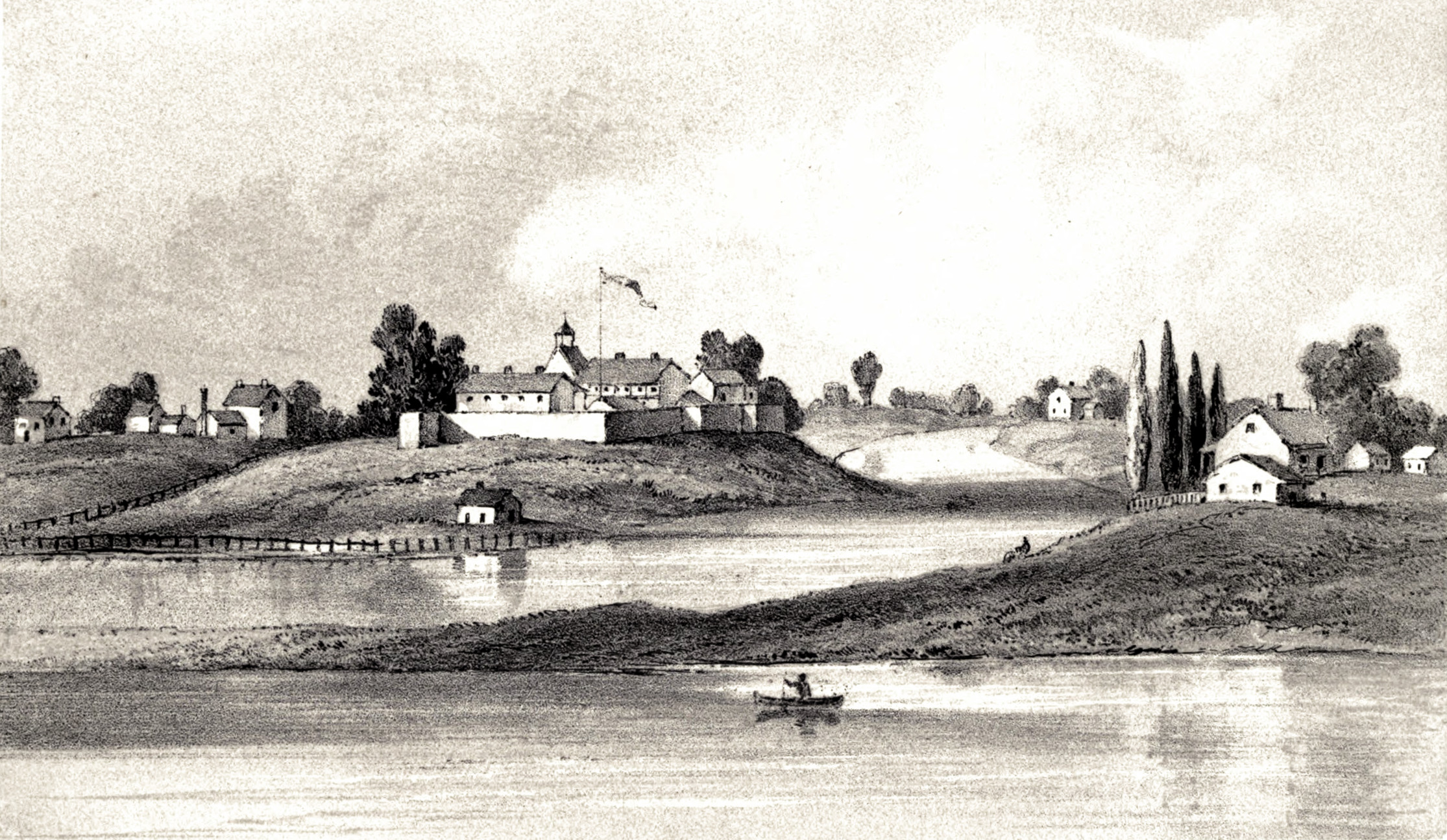
Fort Dearborn 1831

Fort Dearborn var ett amerikanskt fort som byggdes 1803-1804 vid Chicagoflodens mynning till Lake Michigan, i nuvarande Chicago i Illinois. Fortet tillkom efter att USA besegrat indianstammarna i området under Nordvästra indiankriget och som en del av det påföljande Grenvillefördraget 1795. Fortet byggdes av kapten John Whistler och en styrka på omkring 40 man och stod färdigt 1804. Det namngavs efter USA:s krigsminister Henry Dearborn. Namnet Fort Dearborn är dokumenterat första gången 1812, då var namnet etablerat och förmodligen namngavs fortet efter krigsministern redan 1804. I fortet bodde soldaterna med sina familjer och det låg på södra sidan, norr om floden låg bostäder och verksamhet åt kommissionären, tolk, handlare, smed och liknande och söder om fortet  bodde råvaruhandlare med brittiska, franska och indianska band.
Under 1812 års krig mellan USA och Storbritannien fick dåvarande befälhavaren order om att evakuera fortet, han förhandlade med indianstammarna, som stred på britternas sida, och fick fri lejd i utbyte mot fortets förråd. I samråd med garnisonen valde han att förstöra stora delar, bland annat krut och vapen och alkoholen hälldes ut i floden. Sedan lämnade 66 militärer, trettio kvinnor, arton barn och nio allierade Miami-indianer. Indianerna utanför fortet hade noterat att förråd förstörts i fortet och under evakueringen anfölls soldaterna och deras följe. Ungefär hälften av soldaterna dödades och de flesta överlevande tillfångatogs och överlämnades till britterna eller amerikanarna mot lösen. Fortet brändes och området förblev nästan öde till den amerikanska armén återvände och byggde upp fortet år 1816. Stridigheterna kom att kallas massakern vid Fort Dearborn och användes för att urskulda avvisning av indianstammarna från området. Det nya fortet användes under Black Hawk-kriget 1832 för militära aktiviteter och som skyddad plats för civilbefolkningen i närområdet. Chicago fick stadsrättigheter 1833 och omkring 1840 hade det spelat ut sin militära roll. Delar av fortet revs under 1850-talet i samband med att floden breddades och det förstördes ytterligare i en brand 1857 efter vilken det slutligen revs. Blockhuset köptes av en sågverksägare som fraktade bort materialet och tillverkade stolar och bord av det som souvenirer.